# Lapptjärnen (Alsens socken, Jämtland)
Lapptjärnen är en sjö i Krokoms kommun i Jämtland och ingår i Indalsälvens huvudavrinningsområde. Sjön har en area på 0,0819 kvadratkilometer och ligger 491,1 meter över havet.

## Delavrinningsområde
Lapptjärnen ingår i det delavrinningsområde (701354-138517) som SMHI kallar för Utloppet av Sönner-Djupsjön. Medelhöjden är 516 meter över havet och ytan är 9,48 kvadratkilometer. Räknas de 2 avrinningsområdena uppströms in blir den ackumulerade arean 31,64 kvadratkilometer. Gisterån (Luggeån) som avvattnar avrinningsområdet har biflödesordning 2, vilket innebär att vattnet flödar genom totalt 2 vattendrag innan det når havet efter 298 kilometer. Avrinningsområdet består mestadels av skog (64 procent). Avrinningsområdet har 1,91 kvadratkilometer vattenytor vilket ger det en sjöprocent på 20,1 procent.